# Crécy-la-Chapelle
Crécy-la-Chapelle är en kommun i departementet Seine-et-Marne i regionen Île-de-France i norra Frankrike. Kommunen ligger i kantonen Crécy-la-Chapelle som tillhör arrondissementet Meaux. År 2022 hade Crécy-la-Chapelle 4 881 invånare.

## Befolkningsutveckling
Antalet invånare i kommunen Crécy-la-Chapelle
| Referens: INSEE |